# Reshid Mehmed Pascià
Reshid Mehmed Pascià (in lingua turca Reşid Mehmed Pasha, anche Kütahı; Georgia, 1780 – Diyarbakır, 1839) è stato un militare e politico ottomano di etnia georgiana, nominato gran visir del sultano ottomano Mahmud II dal 1829 al 1833.
Giocò un ruolo molto importante negli scontri della guerra d'indipendenza greca e della rivolta bosniaca (1831-1832).

## Primi anni
Reşid Mehmed nacque in Georgia, figlio di un prete greco ortodosso. Da bambino fu catturato come schiavo dagli Ottomani e portato al servizio dell'allora Kapudan Paşa Husrev Pascià. La sua intelligenza e abilità impressionarono il suo maestro e assicurarono la sua rapida ascesa. È stato di stanza nella Serbia Karađorđe per un breve periodo. A soli 29 anni, fu nominato governatore di Kütahya, da dove ha acquisito il suo soprannome "Kütahı".
Nel 1820, fu inviato dal sultano Mahmud II, insieme a molti altri pascià, per sedare la ribellione di Ali Pascià di Giannina contro la Porta. Allo stesso tempo, i greci stavano preparando la loro rivolta, che scoppiò nel marzo 1821. Così, dopo la sconfitta e la morte di Ali Pascià nel 1822, egli era pronto a fare una campagna contro i ribelli greci.

## Operazioni in Epiro - Primo assedio di Missolungi
Essendo stato nominato comandante in capo delle forze ottomane in Epiro, marciò a sud, per incontrare le forze greche al comando di Alexandros Mavrokordatos, che stavano conducendo una campagna verso Arta. Egli inflisse loro una schiacciante sconfitta nella battaglia di Peta, il 4 luglio 1822, e procedette verso sud, verso la città strategicamente importante di Missolungi. Lì fu accolto da Omer Vrioni, e la loro forza congiunta di 8.000 assediarono la città per due mesi, dal 25 ottobre al 31 dicembre 1822. Omer Vrioni, contrariamente al punto di vista di Reşid Mehmed, inizialmente cercò di prendere la città mediante negoziati, i greci ne approfittarono, trascinandoli fino all'8 novembre, quando ricevettero rinforzi via mare, a quel punto si rifiutarono di negoziare ulteriormente. L'assedio iniziò sul serio e i due pascià programmarono il loro assalto principale per la notte di Natale, il 24 dicembre, calcolando che i greci sarebbero stati colti di sorpresa. Il piano è trapelato ai difensori e l'attacco fallì. Sei giorni dopo, l'assedio fu tolto.

## Campagna in Tessaglia
Dopo il fallimento di Missolungi, Reşid Mehmed si mosse contro la regione montuosa del Pelio, che riuscì a domare. Per il suo successo, fu nominato governatore del sangiaccato di Trikala e infine fu nominato comandante in capo di tutte le forze ottomane in Rumelia.

## Terzo assedio di Missolungi
Da questa posizione fu incaricato dalla Porta di prendere Missolungi e garantire così la Grecia occidentale. Reşid Mehmed radunò un esercito di oltre 35.000 uomini e nel febbraio 1825 partì per Missolungi. Arrivato lì il 20 aprile, investì immediatamente la città con scavi sottoponendola a pesanti bombardamenti. Tuttavia, nonostante i suoi sforzi, la guarnigione greca, aiutata dai raid delle bande greche dietro le sue linee e rifornita dalla flotta greca nonostante il blocco navale ottomano, resistette efficacemente. Alla fine, fu costretto a chiedere l'assistenza di Ibrahim Pascià d'Egitto, il cui esercito aveva vinto contro le forze greche nella Morea. Le forze egiziane arrivarono all'inizio di novembre, ma si verificò una scissione tra il presuntuoso Ibrahim e Reşid Mehmed, che ritirò le sue forze. Dopo che anche gli egiziani fallirono nei loro assalti, Ibrahim riconobbe il suo errore, i due pascià iniziarono a collaborare e l'assedio fu intensificato. La rotta di rifornimento verso il mare fu interrotta, costringendo a minacciare i difensori di fame. Alla fine, tentarono una fuga disperata, sfondando le forze assedianti, la notte del 10 aprile 1826. La sortita provocò un massacro dei difensori e Missolungi cadde nelle forze ottomane.

## Campagna in Attica
Dopo questo successo, Reşid Mehmed si rivolse all'Attica e ad Atene, dove arrivò a luglio. Assediò la guarnigione greca sull'Acropoli di Atene senza successo per dieci mesi, fino a quando la sua inaspettata vittoria su una forza di soccorso greca nella battaglia di Phaleron il 24 aprile 1827 costrinse i greci ad arrendersi al forte.

## Campagna contro l'Eyalet di Bosnia
La leadership ottomana bosniaca guidata da Husein Gradaščević si indignò quando il sultano Mahmud II concesse l'autonomia alla Serbia e successivamente a sei distretti dal Eyalet di Bosnia  con il Trattato di Adrianopoli. Husein Gradaščević aveva già iniziato a sostenere la causa dei giannizzeri dopo l'incidente di buon auspicio e non avrebbe permesso a Mahmud II di disintegrare ulteriormente la società bosniaca. Invece di negoziare con Husein Gradaščević, il Gran Visir Reşid Mehmed Pasha (già impegnato in una campagna aggressiva contro pascià e bey albanesi) mobilitò il suo esercito ottomano verso Travnik. Deluso dalla mossa di Reşid Pascià, Gradaščević marciò in avanti con un esercito di 52.000 alla volta Priština, e successivamente combatté e sconfisse Reşid Pascià a Štimlje. Una delegazione bosniaca raggiunse il campo del Gran Visir a Skopje nel novembre dello stesso anno. Il Gran Visir promise a questa delegazione che avrebbe insistito con il Sultano affinché accettasse le richieste bosniache. Le sue vere intenzioni, tuttavia, si manifestarono all'inizio di dicembre, quando i suoi cannoni attaccarono le unità bosniache di stanza alla periferia di Novi Pazar. Reşid Mehmed Pascià iniziò successivamente una campagna aggressiva in Bosnia con l'assistenza del kapetan rinnegato Ali-paša Rizvanbegović e sconfisse l'intero esercito dell'Eyalet bosniaco  guidato da Husein Gradaščević fuori dalla città di Stup.

## Dopo la rivoluzione greca
Un generale molto illustre, Reşid Mehmed ha combattuto nella guerra russo-turca, dove è stato sconfitto dal generale Diebitsch nella battaglia di Kulevicha. Successivamente, fu nominato Gran Visir dell'Impero Ottomano, carica che ricoprì dal gennaio 1829 al 17 febbraio 1833. Da quella posizione, orchestrò il massacro di Monastir del 1830 dei Bey albanesi uccidendone centinaia. Ho guidato gli eserciti ottomani in Anatolia nella guerra egiziano-ottomana. Fu catturato dalle forze del suo vecchio antagonista, Ibrahim Pascià, nella decisiva battaglia di Konya nel 1832.

## Campagna nell'Eyalet Diyarbakir
Fu nominato Wali dell'Eyalet di Diyarbakir e dell'Eyalet di Raqqa nel 1834 e in seguito condusse campagne militari contro le tribù curde locali Garzan, Bedir Khan e Milli e contro gli yazidi a Sincar. Nel 1835 sottomise la tribù Milli a Mardin. Nel 1836 ho sconfitto il sovrano dell'Emirato di Soran. Morì nel 1836.